# Hubneria cinereicollis
Hubneria cinereicollis là một loài ruồi trong họ Tachinidae.